# Obični iđirot
Obični iđirot (iđirot, babad, baban, vodena sabljica, vodeni božur, lat. Acorus calamus), jedna od nekoliko vrsti biljaka jednosupnica iz porodice Acoraceae, red Acorales, koja se donedavno klasificirala u red žabočunolikih (Alismatales). 
Druga poznata vrste roda Acorus je Acorus gramineus.
Kako je veoma ljekovit poznat je pod mnogim narodnim nazivima kao mirišljivi šaš, vodeni božur, mirisni korijen, mirisava trska, sabljar, komuš, kalamus, babat i vodena sabljica. Biljka je ovisna o vodi pa raste uz močvare, jezera i bare. Iđirot cvate od lipnja do kolovoza, izuzetno je ljekovita i aromatična a može narasti do jedan metar visine. Ima dug vodoravni korijen debljine palca na kojem leži puzeći podanak iz kojeg rastu dugi zeleni kopljati listovi

## Sastav
Korijen sadrži do 4,85 % eteričnog ulja,25 - 40 % škroba,asaron(7,8%),glikozid asarin,sluz,alfa pinen,kalamin,taninske tvari,askorbinsku kiselinu ( do 150 mg%).Eterično ulje sadrži eugenol,borneol(3%),kalamen(10%),d-kamfen(7%),d-kamfor(8,7%),pinen(1%) i druge tvari.

## Ljekovitost
Iđirot je ljekovita biljka,poznata od davnine.Izvrstan je   za   probleme sa želucem,posebno za dispepsiju i gastritis.
Djeluje i kao Abortiv;  anodin;  antireumatik;  afrodizijak;  aromatik;  karminativ;  dijaforetik;  emenagog;  
febrifug;  odontalgik;  sedativ;  stimulans;  stomahik;  
tonik;  vermifug.

## Podvrste
- Acorus calamus var. americanus Raf.
- Acorus calamus var. angustatus Besser

## Hrvatski nazivi i autori
- babad, Šulek, B., 1879,
- babji štapi, Šulek, B., 1879,
- balad, Šulek, B., 1879,
- čemin vodeni, Šulek, B., 1879,
- iđirot, Šulek, B., 1879,
- kalmus, Šulek, B., 1879,
- komuš, Šulek, B., 1879,
- korien mirisni, Šulek, B., 1879,
- kulmiš, Šulek, B., 1879,
- ljiljan žuti, Šulek, B., 1879,
- mačic vodeni, Šulek, B., 1879,
- mačić vodeni, Šulek, B., 1879,
- manturin cvit, Šulek, B., 1879,
- obični iđirot, Domac, R., 1994,
- sabljar, Šulek, B., 1879,
- sabljica vodena, Šulek, B., 1879,
- šaš mirisavi, Šulek, B., 1879,
- šaš smrdući, Šulek, B., 1879,
- trska mirišava, Šulek, B., 1879,
- trstika mirisna, Šulek, B., 1879,
- vodeni božur, Šulek, B., 1879,
- zelje tatarsko, Šulek, B., 1879,

Izvori za hrvatske nazive

## Vanjske poveznice
https://pfaf.org/user/plant.aspx?latinname=Acorus+calamus
- Biljka u svom prirodnom staništu
- sjemenke